# Portus Gaditanus
Portus Gaditanus (puerto de Gades) es una mansio romana de la vía Augusta romana entre Hispalis y Gades citada en el Itinerario de Antonino, el Anónimo de Rávena, los vasos de Vicarello y el geógrafo Pomponio Mela.

## Localización
Debe coincidir con el nuevo puerto de Gades construido por la familia Balbo de oligarcas locales y citado por Estrabón. Algunos autores lo ubican en El Puerto de Santa María o relacionado con diversos yacimientos existentes en la orilla derecha de la desembocadura del Guadalete, entre la citada ciudad y El Portal. Otros autores respaldan su localización en Puerto Real, donde se han descubierto un gran número de embarcaderos y alfares en los que se producían las ánforas destinadas a la exportación del vino y el aceite producidos en la región, y en otras localizaciones del entorno de la bahía de Cádiz.

## Citas conocidas del asentamiento
Se conocen varias referencias del asentamiento:
- La primera se la debemos a Estrabón (contemporáneo de Augusto) que cita:

son pocos en comparación los que viven en ella y en el puerto (epíneion), que les estableció Balbo -refiriéndose al joven, «al que triunfó»- en la tierra firme frontera  (en te peraia tes epeírou)

E hizo un puerto en la orilla de enfrente a Gades [...] con medio estadio de ancho y cinco de largo

- La segunda es de Pomponio Mela (del siglo I d. C.) que dice:

in proximo 
sinu portus est, quem Gaditanum, et lucus, quem Oleastrum adpellant